# Miguel Oviedo
Miguel Ángel Oviedo (Córdoba, 12 de outubro de 1950) é um ex-futebolista argentino. Foi campeão do mundo pela seleção de seu país na Copa do Mundo FIFA de 1978.
Na Copa, foi utilizado somente por cinco minutos, tendo ainda assim sua importância destacada por César Luis Menotti por oferecer um porto seguro em caso de necessidades dada a versatilidade de saber jogar no meio e na defesa. Bastante associado do futebol cordobês, El Cata Oviedo é raro jogador destacado por ambos os lados do clássico entre Instituto e Racing de Córdoba,  embora ele próprio se veja mais associado ao Talleres. É o único jogador que a Argentina convocou de dois clubes cordobeses.
Considerando-se apenas partidas do Campeonato Argentino de Futebol, Oviedo é quem mais jogos disputou pelo Talleres, embora nas estatísticas totais seja superado por Luis Galván.

## Carreira

### Início
Recusado pelo General Paz Juniors, Oviedo começou no Palermo, um dos clubes que viriam a originar o atual Unión San Vicente. Ali, venceu a segunda divisão de 1969 do campeonato cordobês, sendo então prospectado pelo Racing local. Apesar da rivalidade deste clube com o Instituto, ambos viriam a acertar em 1973 uma negociação por Oviedo, que representou os alvirrubros no Torneio Nacional juntamente com Mario Kempes e Osvaldo Ardiles. Embora modesta, a campanha marcou a estreia do Instituto, classificado como campeão cordobês de 1972, em torneios nacionais de primeira divisão.
Emprestado por La Academia a La Gloria para ganhar vitrine à medida em que o Racing não havia se classificado para aquele Nacional, Oviedo veio a ser objeto de negócio similar com o Talleres para o Torneio Nacional de 1974, sendo objeto de novo novamente empréstimo; em contexto sadio das rivalidades cordobesas, o próprio Ardiles havia sido emprestado pelo Instituto para defender naquele mesmo nacional o Belgrano, sob circunstância curiosa: como a liga cordobesa em 1974 adentrou o fim do ano, os emprestados jogavam ao longo da semana pelos times de origem no certame provincial e serviam nos fins de semana La T ou La B, dupla classificada à competição federal.
Treinado por Ángel Labruna, o Talleres fez campanha elogiada de 4º lugar naquele Nacional de 1974, e Oviedo, embora já novamente racinguista, pôde em 1975 estrear pela Seleção Argentina. Primeiro jogador do Racing cordobês utilizado pela seleção, foi novamente negociado com o Talleres pouco depois, disputando o Torneio Nacional de 1975 pelo vizinho, ainda como emprestado. Foi enfim adquirido em definitivo em 1976 por La T.

### Auge

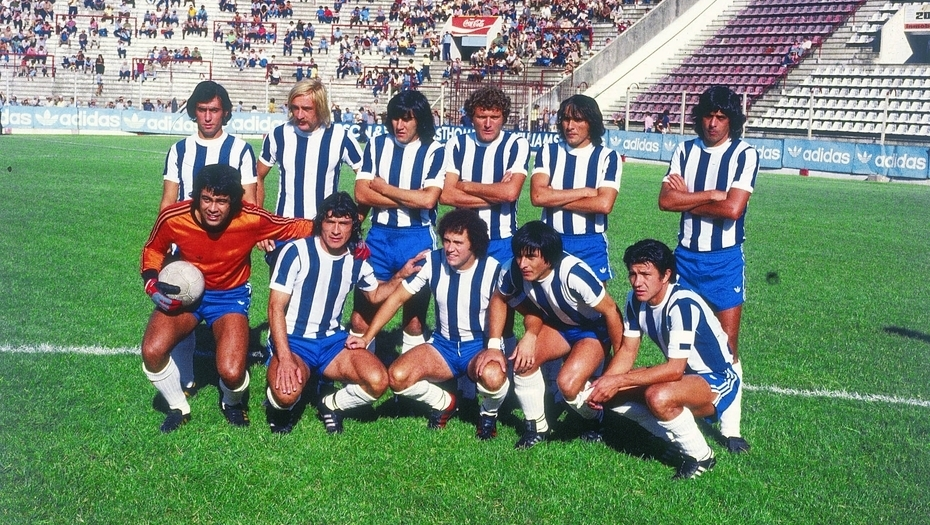
Oviedo no Talleres 3.º colocado de 1980: é o segundo agachado da esquerda para a direita. O penúltimo em pé (José Daniel Valencia) e o último agachado (Luis Galván) também venceram a Copa do Mundo FIFA de 1978.

Passando a jogar o campeonato cordobês pelo Talleres em 1976, integrou os quatro títulos finais do hexacampeonato cordobês seguido de La T entre 1974 e 1979. Nesse ínterim, o time fez seguidas campanhas chamativas no Torneio Nacional. Em 1975, treinado então por Adolfo Pedernera, o Talleres foi 6º colocado, obtendo um recorde de aproveitamento de pontos — com apenas quatro derrotas em 45 jogos; em 1976, com Rubén Bravo de técnico, Oviedo e o Talleres alcançaram as semifinais do Nacional, em campanha recordada também pela vitória sobre o Argentinos Juniors na partida em que Diego Maradona estreou no futebol adulto.
Em 1977, treinado por Roberto Saporiti, o time foi além: vice-campeão, perdendo o título ao sofrer a sete minutos do fim o gol que premiou o Independiente, na final tida como mais dramática dos campeonatos argentinos.
Com isso, Oviedo seguiu na seleção, já como jogador do Talleres, embora a tônica de suas partidas tenha sido a de reserva acionado no decorrer dos jogos; apenas por duas vezes ingressou como titular, curiosamente em seu primeiro e em seu último jogo. Na Copa do Mundo FIFA de 1978, enfrentando concorrência sobretudo com Osvaldo Ardiles, Oviedo atuou somente nos cinco minutos finais do polêmico Argentina 6–0 Peru, substituindo Américo Gallego. Resignado, sempre se mostrou grato pela experiência de viver o torneio.
Após o título, o treinador destacou-o, em referência às regras da época pelas quais apenas cinco reservas poderiam ser relacionados ao banco, impondo a técnicos que abrissem mão dos demais suplentes: "em campo esteve cinco minutos, contra o Peru, mas na realidade esteve em todas as partidas. Para a composição do banco é fundamental ter Oviedo, reserva de categoria em qualquer posição, e com possibilidades de ser titular indiscutível caso se houvesse dado a oportunidade".
Seguindo no Talleres após a Copa, Oviedo integrou nova campanha elogiada dos cordobeses no Torneio Nacional, em que La T foi semifinalista, novamente parando em um Independiente campeão. Em 1979, no ano do hexacampeonato cordobês seguido, o Talleres foi novamente líder de seu grupo no Torneio Nacional; ficou ironicamente à frente do próprio futuro campeão, o River Plate, na Zona B. A equipe de Galván terminou eliminada nas quartas-de-final pelo futuro vice, o Unión, que venceu em Santa Fe por 3–0 e avançou ao perder de apenas 2-0 em Córdoba, com seu goleiro Nery Pumpido consagrando-se ao defender um pênalti que poderia ter significado o terceiro gol cordobês.
As contínuas classificações aos mata-matas no Torneio Nacional fizeram com que, em 1980, o Talleres fosse então retirado da liga cordobesa para disputar em seu lugar o prestigiado Torneio Metropolitano, considerado a principal competição argentina embora até então admitisse somente clubes da Grande Buenos Aires, La Plata, Rosario e Santa Fe. Ainda reunindo a forte equipe-base da década de 1970, o Talleres foi 3º colocado naquele Metropolitano, e foi de Oviedo (reconhecido defensor-artilheiro) o primeiro gol do clube na história desse torneio. No lance, cabeceou no minuto 58 para abrir placar de empate em 1-1 na rodada inaugural com o Huracán.

### Técnico
Pelo decorrer da década de 1980, porém, o elenco do Talleres mostrou-se envelhecido e as boas campanhas tornaram-se exceção, a ponto de mais de uma vez Oviedo precisar exercer papel duplo de jogador-treinador. Ainda em 1980, o clube deixou de classificar-se aos mata-matas do Torneio Nacional pela primeira vez desde a série iniciada em 1974. Em 1981, o clube chegou a brigar contra o rebaixamento até a rodada final do Torneio Metropolitano, e novamente não se classificou aos mata-matas do Nacional.
No Torneio Nacional de 1982, o Talleres voltou a disputar o título. A campanha encerrou-se nas semifinais contra o futuro campeão Ferro Carril Oeste, tendo Oviedo até marcado gol em duelo eliminatório caseiro contra o ex-clube do Racing de Córdoba nas quartas-de-final. Em 1983, o vizinho conseguiu revanche, eliminando La T nos mata-matas do Nacional, no primeiro semestre - ao passo que, no segundo, Oviedo precisou ser jogador-treinador em dupla com Héctor Baley. No Nacional de 1984, o Talleres outra vez alcançou as semifinais, e novamente caiu diante de um Ferro campeão.
Oviedo seguiu no clube até o fim do campeonato argentino de 1986-87, exercendo em 1986 mais uma vez a função de jogador-treinador. Após parar de jogar, tornou a trabalhar no Talleres apenas como técnico, entre 1990 e 1991, e também no Racing de Córdoba. Na década de 2010, vinha trabalhando como servente do ginásio de basquetebol utilizado pelo Atenas de Córdoba.

## Títulos
Palermo
- Campeonato Cordobês - Segunda Divisão: 1969 [3]

Talleres
- Campeonato Cordobês: 1976, 1977, 1978 e 1979 [3]

Seleção Argentina
- Copa do Mundo FIFA: 1978 [3]